# Franz-Eugen Betz
Franz-Eugen Betz (28 de outubro de 1917 - 22 de agosto de 1942) foi um oficial alemão que serviu durante a Segunda Guerra Mundial. Foi condecorado com a Cruz de Cavaleiro da Cruz de Ferro.

## Condecorações
| Cruz de Ferro 2ª Classe                                 |
| Cruz de Ferro 1ª Classe                                 |
| Cruz de Cavaleiro da Cruz de Ferro 30 de agosto de 1942 |